# Pantaneiro
Le Pantaneiro (portugais : Pantaneiro) est une race de chevaux originaire du Pantanal, au Brésil. Descendant du cheval colonial espagnol, il est surtout employé pour le travail du bétail dans sa région d'implantation, partiellement inondée une partie de l'année. Disposant d'unn stud-book depuis 1972 et d'un organisme de sélection, le Pantaneiro forme une race plutôt commune, bien que peu diffusée.

## Dénominations
Le Pantaneiro est aussi connu sous les noms portugais de Mimoseano, Poconeano et Bahiano.

## Histoire
Le Pantaneiro est une race localement adaptée au Brésil, puisqu'il est d'origine portugaise, descendant d'animaux importés par les premiers colons du Mato Grosso et du Pantanal. Ces colons ont vraisemblablement amené avec eux des chevaux ibériques d'origine celtique, berbère, lusitanienne, arabe et argentine. 
Au XXe siècle, la race est croisée avec l'Anglo-arabe, le Pur-sang et l'Arabe, ce qui modifie sa conformation et sa beauté. En 1988, un recensement permet de dénombrer la présence d'au moins 10 000 chevaux Pantaneiro dans tout le Brésil.
Le stud-book est créé en 1972. Le Pantaneiro est classé comme race « exotique » en vertu de la régulation du ministère de l'agriculture brésilien.

## Description
La Pantaneiro se rattache au groupe du cheval colonial espagnol, ou bien à celui du cheval ibérique. D'après le Larousse dos Cavalos (2006), il mesure en moyenne de 1,35 m à 1,40 m. Le guide Delachaux (2014) indique une moyenne de 1,35 m chez les femelles et 1,40 m chez les mâles. CAB International (CABI) cite une fourchette plus étendue (2016), de 1,32 m à 1,42 m. La base de données DAD-IS indique une moyenne de 1,37 m chez les femelles et 1,42 m chez les mâles, pour un poids moyen respectif de 325 à 425 kg. le poids de naissance est de 34 à 36 kg. La lactation des juments dure en moyenne 300 jours.
La morphologie est légère. De petite taille mais robuste, le Pantaneiro possède un squelette, des muscles et des tendons solides. Ses naseaux sont ouverts, son encolure est musclée, sa poitrine large, son dos et ses reins sont courts. Les sabots sont bien développés. 

## Robes
La robe peut être baie, bai-brun ou grise, avec gène Dun, ou pie. Statistiquement, d'après DAD-IS, le gris est le plus fréquent, concernant 45 % des sujets de la race. Viennent ensuite le bai (17 %), le pie noir et blanc (13 %), et le bai-brun (10 %).

## Tempérament et entretien
Le Pantaneiro présente une extraordinaire adaptation à sa région, caractérisée par des inondations récurrentes. Il est réputé solide, résistant et intelligent. Le Pantaneiro est naturellement résistant à l'anémie infectieuse équine, présentant peu de signes cliniques de la maladie et montrant une aptitude à poursuivre le travail en cas d'infection. 
La sélection de la race est gérée par l'association brésilienne des éleveurs de chevaux Pantaneiro (ABCCP).

## Utilisations
La Pantaneiro est surtout utilisé pour le travail du bétail, saisonnier de sa région d'implantation, partiellement inondée durant une partie de l'année. Il peut généralement faire une bonne monture, de façon plus générale, que ce soit en sports équestres ou en équitation de loisir.

## Diffusion de l'élevage
Le Pantaneiro est indiqué comme race exotique localement adaptée au Brésil, dans la base de données DAD-IS. Il est propre au nord du Mato Grosso.
L'étude menée par l'Université d'Uppsala, publiée en août 2010 pour la FAO, signale le Pantaneiro comme race de chevaux sud-américaine locale, qui n'est pas menacée d'extinction.
Du plasma germinatif est conservé sous la supervision de l'EMBRAPA du Pantanal, à des fins de recherche.